# Miles M.30
El Miles M.30 X-Minor fue un avión experimental, diseñado por la británica Miles Aircraft para evaluar las características del fuselaje integrado y las intersecciones alares.

## Diseño y desarrollo
Comenzada en 1938, la serie X de diseños recibió la designación M.26 de Miles, dando cobertura a una amplia gama de diseños aeronáuticos, desde pequeños aviones comerciales regionales hasta enormes transportes transatlánticos de 8 motores.
Para investigar la filosofía de diseño del fuselaje/ala integrados, a Miles se le concedió un contrato para diseñar y construir un modelo volable subescalado del diseño X.9, que surgió como M.30 X-Minor. El pequeño tamaño del X-Minor hizo imposible seguir el diseño de motor embutido exactamente; los motores eran demasiado grandes y tuvieron que ser montados externamente, resultando en un avión similar en disposición, pero siendo diferente en cuanto a la aerodinámica. El X-Minor voló por primera vez en febrero de 1942, proporcionando a Miles útiles datos para varios años. Se planeó construir un prototipo a mayor escala del transporte X, pero nunca se llevó a cabo.

## Especificaciones (M.30 X-Minor)
Referencia datos: Miles aircraft since 1925 

### Características generales
- Tripulación: Dos
- Longitud: 8 m (26,2 ft)
- Envergadura: 10 m (32,8 ft) , 11,73 m cuando fue extendida posteriormente
- Altura: 2,7 m (8,9 ft)
- Superficie alar: 19 m² (204,5 ft²)
- Peso vacío: 1229 kg (2708,7 lb)
- Peso cargado: 1923 kg (4238,3 lb)
- Planta motriz: 2× motor lineal invertido de cuatro cilindros refrigerado por aire de Havilland Gipsy Major.
  - Potencia: 97 kW (134 HP; 132 CV) cada uno.
- Hélices: Bipala de paso fijo
- Alargamiento: 5,4

### Rendimiento
- Carga alar: 104 kg/m² (21,3 lb/ft²)
- Potencia/peso: 0,0613 hp/lb

## Aeronaves relacionadas

### Aeronaves similares
- Westland Dreadnought

### Secuencias de designación
- Secuencia M._ (interna de Miles): ← M.26 - M.27 - M.28 - M.30 - M.33 - M.35 - M.37 →